# Smrdan (Leskovac)
Smrdan (Leskovac) (em cirílico: Смрдан) é uma vila da Sérvia localizada no município de Leskovac, pertencente ao distrito de Jablanica, na região de Jablanica. A sua população era de 120 habitantes segundo o censo de 2002.

## Demografia
| 1948 | 1953 | 1961 | 1971 | 1981 | 1991 | 2002 | 2011 |
| ---- | ---- | ---- | ---- | ---- | ---- | ---- | ---- |
| 395  | 420  | 380  | 298  | 242  | 187  | 155  | 120  |